# Club Deportivo Aves Blancas
Club Deportivo Aves Blancas de Jalisco A.C. es un equipo de fútbol de México. Tiene como sede la ciudad de Tepatitlán de Morelos, Jalisco. Participa en el grupo 13 de la Tercera División.

## Historia
Tras años de formar en la Liga Municipal a juveniles con el motivo de promover el desarrollo deportivo se realiza una reunión para desarrollar un programa de formación institucional, surgiendo el Club Deportivo Aves Blancas con el apoyo de empresas privadas e instituciones; se empieza a reclutar jóvenes talentos de la región para formar una selección para el torneo deportivo Estatal.
Para el año 2000, después de varios torneos de competencia estatal y regional se decide por decisión del patronato afiliar la institución a la Tercera División, con el fin de formar desde liga infantiles hasta nivel profesional a jóvenes deportistas.

### Clásico Alteño
El Clásico Alteño es el nombre que reciben los partidos de fútbol que enfrentan entre sí, a los dos equipos más representativos de la ciudad de Tepatitlán de Morelos, Jalisco, el Club Deportivo Aves Blancas y el Tepatitlán F.C. "B".
La rivalidad deportiva de ambos clubes se manifiesta mediante los numerosos enfrentamientos que a lo largo de la historia, tanto en partidos oficiales correspondientes de la Tercera División; por varios años fue la máxima categoría para la ciudad, de ahí se generó una rivalidad contra el equipo del pueblo; además de los torneos estatales y Liga local.

### Liguilla 2015-16
Tras varios torneos y un paso regular en la Liga, el club ha logrado ingresar a varias liguillas de las cuales en el Torneo 2015-16; tras eliminar en cuartos de final a los Tecos Fútbol Club el club logra llegar a la semifinal contra los Leones Negros de la Universidad de Guadalajara, con un marcador global de 8 a 2, los felinos calificaron a la gran final que terminaron campeones y ascendiendo a la Segunda División.

## Estadio
El Corredor Industrial se ubica al sur de la ciudad de Tepatitlán de Morelos, Jalisco, en periférico Pbro. Zúñiga y Av. Parque Industrial. Cuenta con una capacidad de 1200 personas después del Estadio Tepa Gómez. Se tiene planeado una remodelación y ampliación de 5000 espectadores con el fin de aumentar su aforo, además de mejorar las instalaciones.

## Jugadores históricos
- Edgar Iván Solís - Club Deportivo Guadalajara ( México) - Liga MX
- Gil Alcalá - Querétaro Fútbol Club ( México) - Liga MX
- Jesús González - C.D. Tudelano ( España) - Segunda División B